# Iteso
Gli Iteso o Teso sono un gruppo etnico nilotico stanziato nell'Uganda orientale e nel Kenya occidentale. Parlano la lingua teso o ateso, appartenente alla famiglia delle lingue nilotiche.

## Storia
Si ritiene che gli Iteso siano giunti nelle loro terre attuali in due diverse ondate migratorie. La prima migrazione li portò nell’attuale Uganda nordorientale e nel Kenya occidentale e fu in gran parte graduale e pacifica. Il leggendario eroe Oduk e sua moglie Among'in presumibilmente guidarono gli Iteso nella seconda migrazione verso l'odierna contea di Busia intorno al 1500 d.C. e nel XIX secolo controllavano una vasta fascia di territorio. La loro espansione aggressiva li portò in conflitto con altri gruppi etnici già presenti. A Oduk viene attribuito il merito di aver organizzato militarmente gli Iteso e di averli aiutati a sconfiggere i loro rivali. Tuttavia, le loro conquiste furono annullate quando i gruppi etnici vicini alleati con i colonialisti britannici li sconfissero. Gran parte della cultura e dell'organizzazione tradizionale degli Iteso andarono perdute quando furono conquistate dal popolo Ganda nel XIX secolo; la lingua dell'Ateso settentrionale è marcatamente influenzata dal luganda a causa di questa conquista. Al contrario, l'Ateso meridionale è stato influenzato maggiormente dalla lingua turkana.
Nel corso del XX secolo, il popolo Iteso subì drastici cambiamenti nel proprio stile di vita, passando da uno stile di vita pastorale a uno prevalentemente agricolo. Molti uomini Iteso si recarono all'estero per lavorare nei territori britannici d'oltremare, come la Birmania. Nel 1902, parte dell'Uganda orientale fu trasferita al Kenya occidentale, dividendo gli Iteso; nonostante questa divisione, c'è poca differenza culturale tra i due. Tuttavia, i percorsi economici e sociali dei due paesi sono stati molto divergenti. Al momento dell'indipendenza, gli Iteso ugandesi ebbero condizioni sociali ed economiche migliori, poiché non soffrirono dell'emarginazione economica che gli africani keniani subirono a causa dei coloni bianchi. Tuttavia, gli Iteso keniani non hanno sofferto lo stesso grado di instabilità politica dei loro cugini ugandesi, e l'infrastruttura economica più sviluppata del Kenya ha permesso agli Iteso keniani di superare gli Iteso ugandesi in termini di ricchezza.

## Economia

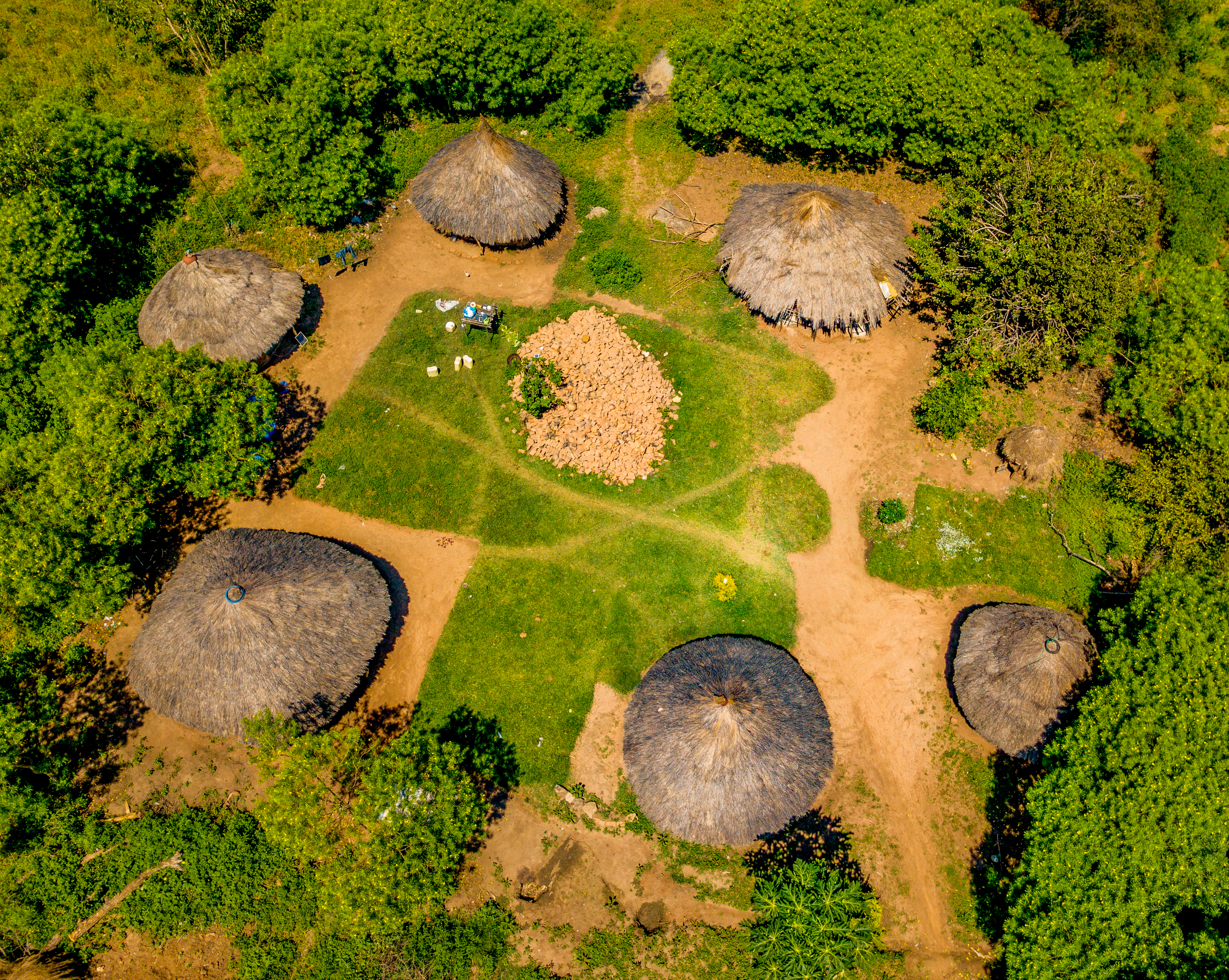
Un tipico villaggio iteso in Uganda

La pastorizia era l'attività economica principale tra gli Iteso, in particolare tra gli uomini. Il bestiame svolge un ruolo sociale importante, nella negoziazione del prezzo di una sposa e in altri eventi sociali. Quando un padre concede a un figlio il proprio bestiame, ciò segnala l'accesso di quest'ultimo alla vita adulta, rendendolo capace di gestire la propria proprietà e di fondare una propria famiglia.
Gli alimenti tradizionali sono il miglio (akima) e il sorgo (imomwa). Durante la colonizzazione, la manioca fu introdotta dalle autorità coloniali come integratore alimentare. Consumano anche zucche, frutti di bosco, piselli, arachidi e fagioli, oltre a carne di animali domestici e selvatici, latte, burro e pesce.
Il cotone è la principale coltura da reddito. Viene coltivato sia da uomini che da donne in appezzamenti separati durante le brevi piogge. Negli anni ’80, le aziende produttrici di cotone gestite da cooperative sponsorizzate dal governo keniota non riuscirono a pagare il cotone consegnato da Iteso e altri popoli. Gli Iteso iniziarono quindi a sperimentare altre colture da reddito come il tabacco con l'aiuto di prestiti da parte di grandi aziende agricole. Tuttavia, a partire dagli anni 1990, l'industria del cotone è stata parzialmente ripresa.